# Cine Ducal
El Cine Ducal fue una conocida sala de cine que existió en la ciudad chilena de Concepción, fundada en la década de 1930 como Teatro Splendid, y que entre 1939 y 1960 se llamó Cine Roxy.

## Historia
El Teatro Splendid se inauguró en los años 1930, comenzando la época de consolidación del cine en Concepción, en la cual se crearon numerosas salas de espectáculos. Fue uno de los más destacados de la ciudad, al poseer funciones rotativas que transmitían películas durante 12 horas al día.
Luego del terremoto de 1939, el teatro cambió su nombre por el de Roxy, poseyendo un icónico letrero luminoso durante las décadas de 1940 y 1950. Desde 1960 y hasta su cierre en 1997, la sala cambió nuevamente de nombre, pasando a llamarse Cine Ducal. Ese año el edificio fue demolido para instalar sucursales de los retail Preunic y Salcobrand.

## Características
El edificio fue diseñado por el arquitecto Guillermo Schneider, el mismo que diseñó los Edificios Turri de Santiago de Chile. Se trataba de una lujosa edificación de influencia art déco tardía, conformada por cuatro niveles que daba hacia la calle, ubicándose la sala de espectáculos hacia el interior de la manzana. La obra estaba adornada por frisos y grecas, y utilizaba elementos de la arquitectura moderna como ojos de buey para la entrada de iluminación. También hacía uso de balcones y marquesinas, que lo hacían destacar en el centro de la ciudad.
Su construcción era sólida y robusta, lo que le permitió sobrevivir sin problemas al terremoto de 1939. El nuevo edificio que se construyó sobre sus cimientos, tras su demolición, no posee características arquitectónicas destacables.